# Тарланов, Замир Курбанович
Зами́р Курба́нович Тарла́нов (род. 11 марта 1936, село Буркихан, Агульский район, Дагестанская АССР, РСФСР, СССР) — советский и российский лингвист, доктор филологических наук (1970), профессор, заслуженный деятель науки Карельской АССР (1971), заслуженный деятель науки Российской Федерации (1997).

## Биография
Родился в крестьянской семье агулов. Отец был призван в армию с началом Великой Отечественной войны, пропал без вести. Воспитывался матерью. С отличием окончил семилетнюю школу в родном селе и без экзаменов был принят в Дербентское педагогическое училище.
В 1955 году с отличием окончил педагогическое училище. После окончания в 1960 году историко-филологического факультета Дагестанского государственного университета учился в аспирантуре Ленинградского университета. Защитил кандидатскую диссертацию на тему «Инфинитивные предложения в русском литературном языке XVIII века (по материалам басен и комедий)» (1964).
С 1964 года в Петрозаводске, в 1964—1975 годах работал заведующим кафедрой русского языка в Карельском педагогическом институте. В 1970 году защитил в Ленинградском университете докторскую диссертацию на тему «Синтаксис русских пословиц».
С 1975 года — заведующий кафедрой русского языка, декан историко-филологического факультета, декан филологического факультета Петрозаводского государственного университета.
В 1975—1988 годах входил в Совет по филологии и Научно-технический совет по русскому языку при Министерстве высшего и среднего специального образования СССР, в 1996—1997 годах — член Совета по русскому языку при Президенте Российской Федерации, в 1999—2004 годах — член Совета по русскому языку при Правительстве Российской Федерации.
Член Союза писателей России с 1996 года.
В 2000—2005 годах — член правления Российского общества преподавателей русского языка и литературы.

## Научные труды
Является автором более 300 опубликованных научных трудов (в том числе 25 монографий) по общему языкознанию, русскому языку и языку русского фольклора, этнографии, этнолингвистике. Один из авторов энциклопедий: «Три века Санкт-Петербурга (энциклопедия)», «Слово о полку Игореве», «Языки Российской Федерации и соседних государств» Исследования З. К. Тарланова по литературе (по творчеству Н. С. Лескова, Р. Гамзатова) и общему языкознанию переведены на французский, немецкий, английский и финский языки.
- Сравнительный синтаксис жанров русского фольклора. — Петрозаводск, 1981. — 104 с.
- Очерки по синтаксису русских пословиц. — Л., 1982. — 136 c.
- Поэтика слова. — Петрозаводск, 1983. — 128 c.
- Язык и культура. — Петрозаводск, 1984. — 104 с.
- От слова — к образу. — Петрозаводск, 1988. — 135 с. ISBN 5-7545-0048-3
- Язык. Этнос. Время: Очерки по русскому и общему языкознанию. — Петрозаводск, 1993. — 222 с.
- Агулы: Их язык и история. — Петрозаводск, 1994. — 287 с.
- Методы и принципы лингвистического анализа. — Петрозаводск, 1995. — 188 с.
- Русские пословицы: синтаксис и поэтика. — Петрозаводск, 1999. — 447 с. ISBN 5-8021-0037-0
- Становление типологии русского предложения в ее отношении к этнофилософии. — Петрозаводск, 1999. — 207 с.
- Избранные работы по языкознанию и филологии. — Петрозаводск: Издательство ПетрГУ, 2005. — 784 с. — ISBN 5-8021-0334-5.

## Награды
- заслуженный деятель науки Карельской АССР (1971)
- звание Заслуженного деятеля науки Российской Федерации (1997) — за заслуги в научной деятельности;[3]
- Медаль К. Д. Ушинского
- Почётный работник высшего профессионального образования Российской Федерации
- Государственная премия Республики Дагестан за исследования в области дагестанских языков (2009).

## Семья
- Супруга — Лидия Владимировна Савельева (1937—2021) — доктор филологических наук, профессор[4], потомок А. С. Пушкина по линии его сына Александра[5][6][7].
  - сын — Евгений Замирович Тарланов (род. 1964) — доктор филологических наук, профессор.